# Lennart Tham
Lennart Harry Casper Tham, född 22 maj 1910 i Skövde, död 20 november 1961 i Saltsjöbaden, var en svensk arkitekt verksam mellan 1941 och 1961.

## Biografi
Sin utbildning till arkitekt fick Tham 1934 vid Kungliga Tekniska Högskolan och 1941 vid Kungliga Konsthögskolan i Stockholm.
Tham och hans kontor ritade en lång rad fabriker, laboratorier, skolor, kontorshus, villor, bostadshus och brandstationer i olika delar av landet. Många av dem publicerades i facktidtskrifterna Arkitektur och Byggmästaren. Han deltog ofta och framgångsrikt i arkitekttävlingar. 1941 startade Tham sin egen verksamhet och bland hans första arbeten var uppdrag från fortifikationsförvaltningen och privatpersoner. 1945 fick han sitt första större uppdrag, Skånska Cementbolagets nya cementfabrik i Stora Vika söder om Stockholm.
I Stockholm ritade Lennart Tham bland annat bibliotek och sjuksköterskehem vid Hornsgatan 132 (klart 1956). I Stockholms centrum fick han efter en arkitekttävling uppdraget att rita affärs- och kontorshusen Klarabergsgatan 33-35 (klart 1956) och Klarabergsgatan 37 (klart 1959). Thams kontor fanns i en av byggnaderna på Klarabergsgatan och sysselsatte som mest ett tjugotal medarbetare.
Falkenbergs stadshus (klart 1960) blev Thams sist utförda byggnad. Stadshuset var resultatet av en allmän
tävling och publicerades i Arkitektur/Byggmästaren; Tham gav även själv ut en liten skrift om det.
Lennart Thams arkiv slängdes efter hans död; endast en del av de bygglovshandlingar och liknande som lämnats till offentliga arkiv finns bevarade.

## Bilder

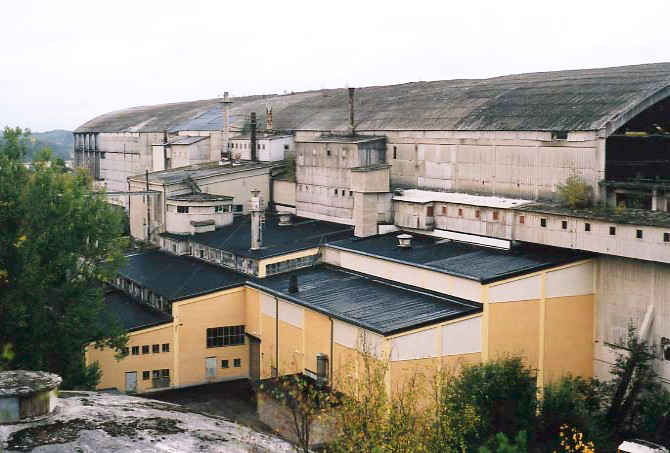
Stora Vika cementfabrik
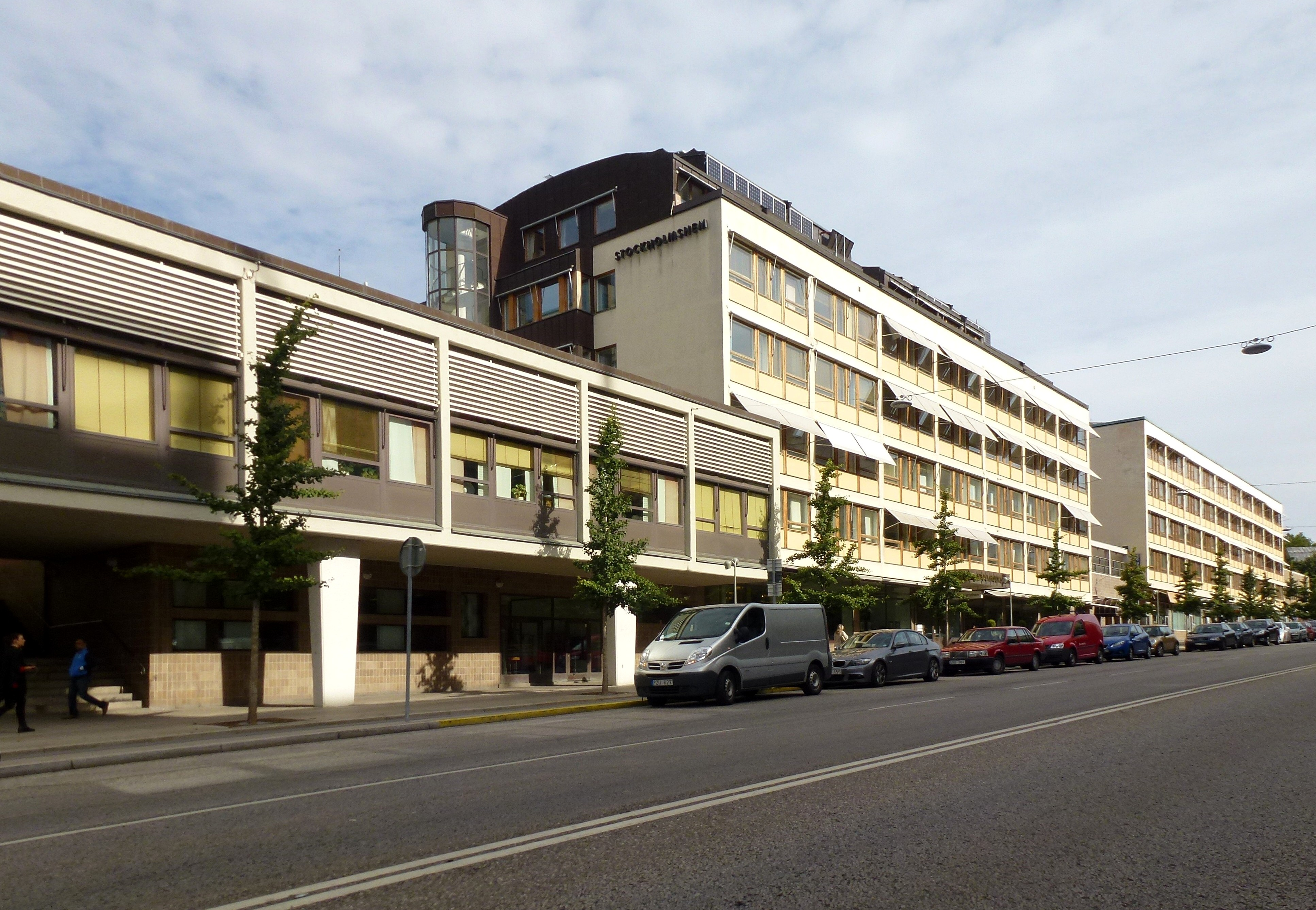
Hornsgatan 132
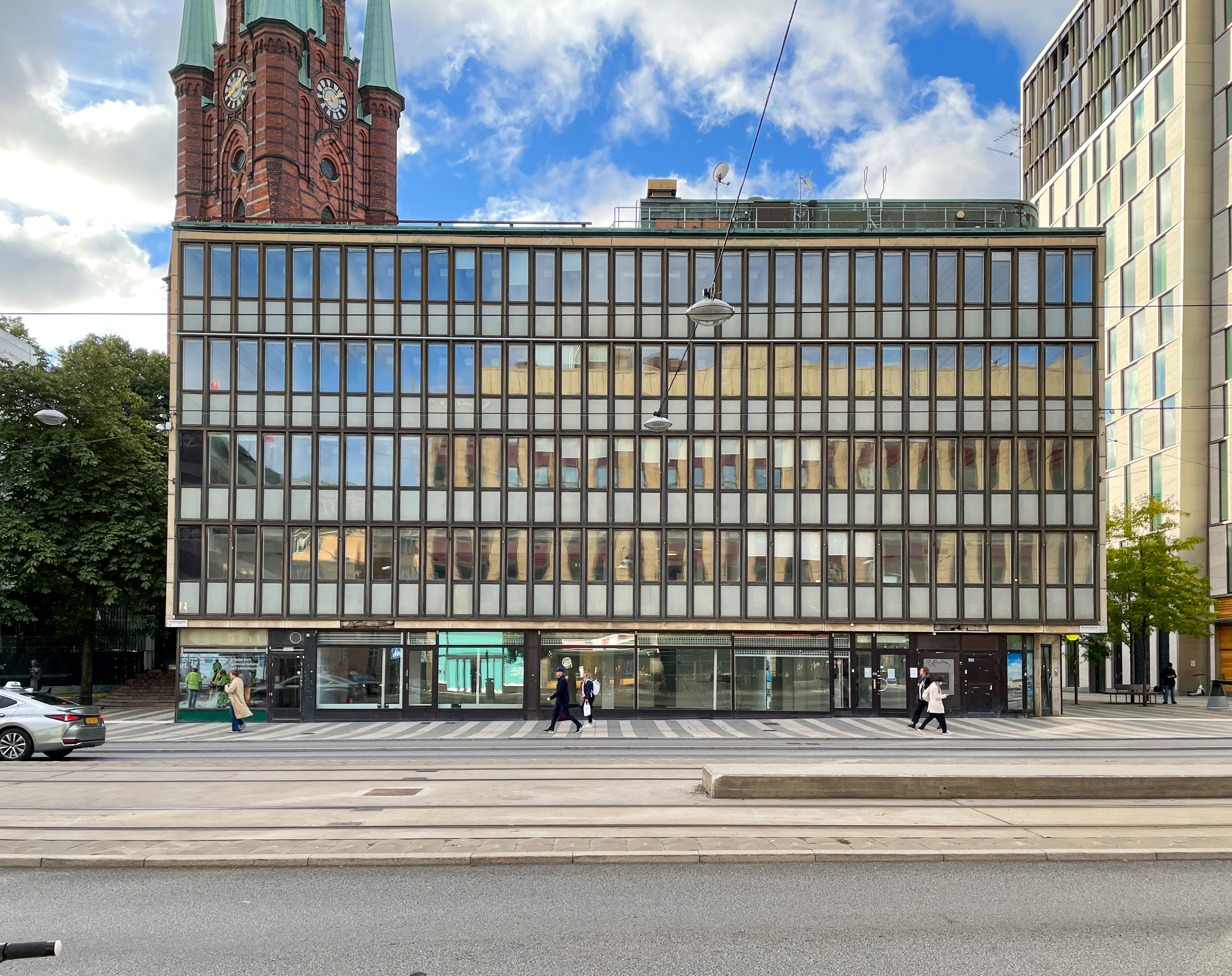
Klarabergsgatan 37
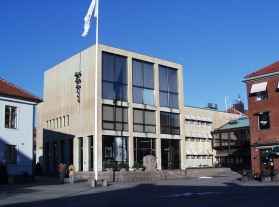
Falkenbergs stadshus
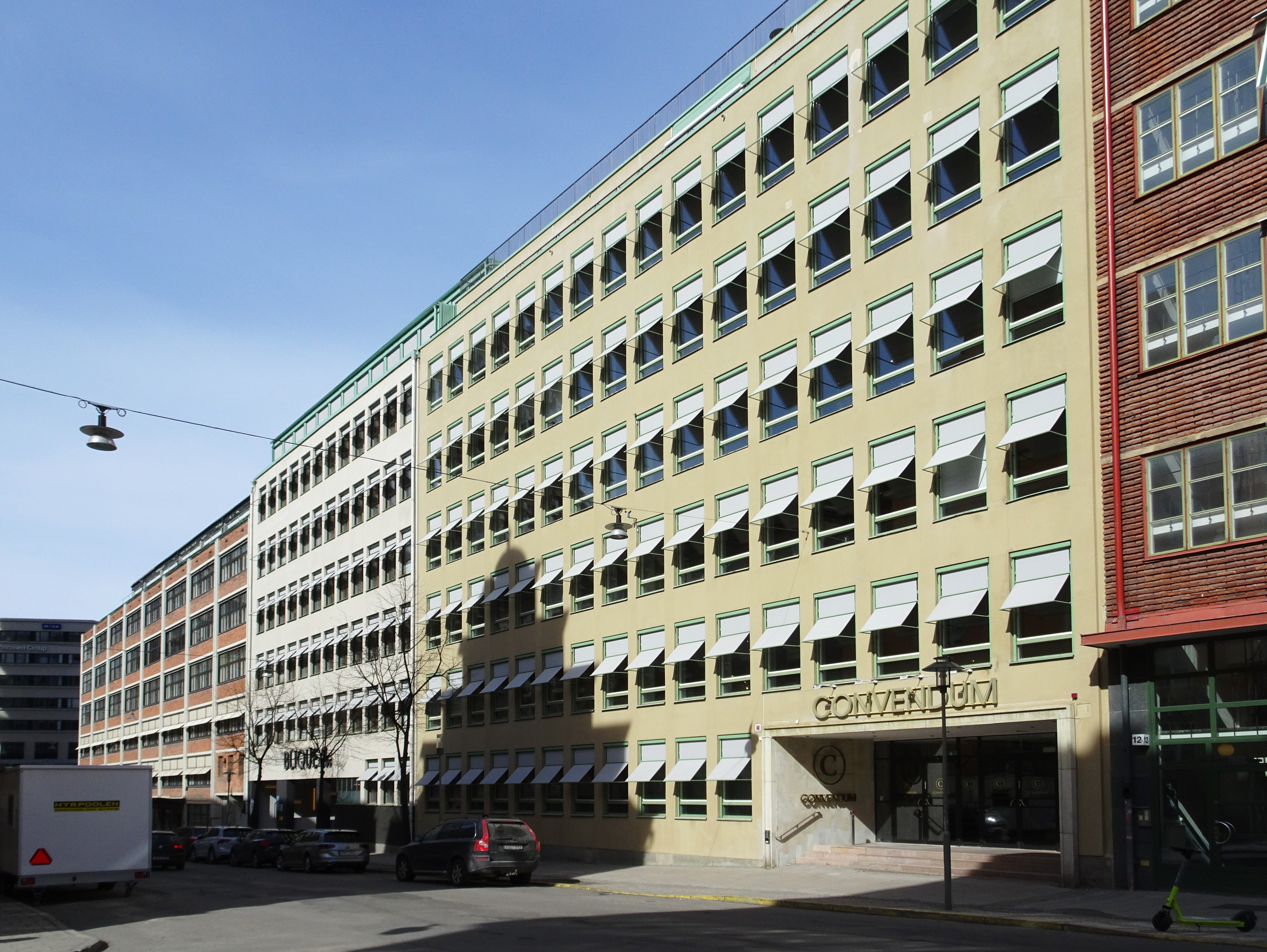
Svenska Philips-huset (tillbyggnad från 1950-talet)